# Euphorbia pereskiifolia
Euphorbia pereskiifolia là một loài thực vật có hoa trong họ Đại kích. Loài này được Houllet ex Baill. mô tả khoa học đầu tiên năm 1861.